# シティエフエムぎふ
株式会社シティエフエムぎふは、岐阜県岐阜市の一部地域を放送対象地域として超短波放送（FM放送）をする特定地上基幹放送事業者である。
FMわっち（FM WATCH）の愛称でコミュニティ放送を行っている。

## 概要
2002年（平成14年）開局。岐阜市初の民間FM放送局である。コンセプトは「Gifu City FM Radio Stations 市民のラジオ 78.5MHz」。
出資比率から代表取締役社長の村瀬恒治がマスメディア集中排除原則にいう支配関係にある。
本社・演奏所（スタジオ）は、開局当初は橋本町の岐阜駅アクティブGに置かれていた。2012年（平成24年）に神田町に移転、2022年（令和4年）に本荘西に再移転した。大垣市の大垣郭町商店街にはサテライトスタジオ「OKBスタジオ」（大垣共立銀行の施設）がある。かつては瑞穂市に「さくらスタジオ」（瑞穂市役所穂積庁舎内）があったが、2019年に廃止されている。
送信所は上加納町の上加納山タワーにあり、放送局（現・特定地上基幹放送局）の空中線電力は20Wで、岐阜市、羽島市、羽島郡、安八郡、揖斐郡および本巣郡の各一部を放送区域とする。主な放送区域及び放送区域内の世帯数は岐阜市の一部57,000世帯、羽島市の一部11,000世帯、羽島郡、安八郡、揖斐郡、本巣郡の一部となっている。また、JCBAインターネットサイマルラジオによるインターネット配信も行っている。
岐阜県と岐阜市・瑞穂市とは、災害時の緊急放送に関する協定を締結しており、両市からは緊急割込み放送ができた。現在は岐阜市のみとなっている。また、局独自のLINEアカウントで緊急情報を随時伝える態勢を構築していた。

## 沿革
- 2002年（平成14年）
  - 5月8日 - 放送局の予備免許取得
  - 5月9日 - 株式会社岐阜シティエフエム設立。
  - 6月25日 - 放送局の免許取得[4]。
  - 7月7日 - 開局[4]。岐阜県との間で「放送協定」を締結[5]。
- 2007年（平成19年）9月1日 - 瑞穂市と「災害等における緊急放送に関する協定」を締結[6]。
- 2009年（平成21年）4月26日 - 岐阜市と「災害時等における緊急放送に関する確認書」を締結[7]。
- 2012年（平成24年）7月2日 - 本社・スタジオを神田町に移転。
- 2013年（平成25年）11月1日 - JCBAインターネットサイマルラジオによるインターネット配信を開始。
- 2021年（令和3年）
  - 12月10日 - 本社・スタジオの神田町から本荘西への移転を発表[8]。
  - 12月28日 - 本社を本荘西に移転[9]。
- 2022年（令和4年）
  - 1月6日 - スタジオを本荘西に移転。移転した部屋を改装して、木製のラジオ局となっている。扉も、窓ガラスになっており、FMわっちのロゴが貼ってある。
  - 4月 - タイムテーブルでの発行を休止。最終号は、神田スタジオの思い出と防災についての記事と、放送予定のタイムテーブルが載っていた。その後、番組ホームページで改編時期を問わず、番組編成が変わり次第、更新していくようになった。
  - 4月2日 - 翌3日まで道三まつり[10]に協賛。『開局20年みんなのラジオFMわっち輝け信長像とともに～2022春の陣～』として「信長ゆめ広場」より11時から20時まで公開生中継放送[11]。
  - 7月7日 - 開局21周年目に突入。Twitterで本荘西のスタジオの写真を公開[12]。
- 2024年（令和6年）12月23日 - 瑞穂市内から番組の放送を開始[13]。原則MUSIC BIRD for COMMUNITYを放送している。
- 2025年（令和7年）
  - 1月14日 - 「FMわっち」ミュージックバードの配信番組を採用[14]
  - 5月28日 - 大阪・関西万博の特設スタジオと全国のコミュニティFMをつなぎ、万博の魅力を生放送で発信する「万博Voice Street powered by SoundUD」を放送。[15]

## 編成
2020年9月までは、原則24時間放送（日曜深夜 - 月曜早朝含む）で、自社制作番組以外の時間は当初はスターデジオを、その後MUSIC BIRD for COMMUNITYを放送していた。同年10月からは原則24時間放送（日曜深夜 - 曜早朝含む）とし、自社制作番組とネット番組以外の放送時間には局が選曲した様々なジャンルの音楽をノンストップで放送するようになった。
2022年7月より、月曜深夜（火曜深夜）のみ「FMジュークボックス」を休止し、『音楽番組』というくくりで、自局で制作した音楽番組を放送している。当該時間以外は「FMジュークボックス」を放送している。また、日曜深夜（月曜深夜24時00分～早朝まで）は放送を休止していたが、2022年10月の改編により「FMジュークボックス」を放送している。同時に前述の「音楽番組」が終了し、当該時間枠は「FMジュークボックス」となった。その後、当局での選曲を取り止め、他局（CS放送ではない）が制作したノンストップ音楽番組を「FMジュークボックス」として放送するようになった。
2024年3月22日から12月末までHeart FMの番組ネットを実施。2025年1月よりMUSIC BIRD for COMMUNITYの放送が再開された。
岐阜県で3番目に、岐阜新聞と中日新聞との双方からニュース配信を受けることとなった局である（第1号はエフエムたじみ、第2号はエフエム岐阜。なお、エフエム岐阜は2014年3月をもって岐阜新聞のニュース配信を中止した）。

## タイムテーブル
2025年5月29日時点。太字は自社制作番組。

### 平日
| 時 | 月曜 | 火曜 | 水曜 | 木曜 | 金曜 |
| -- | --- | --- | --- | --- | --- |
| 5  | 5:00 Morning Stream（「邦楽70年代」「邦楽80年代」）                                                                                         | 5:00 Morning Stream（「邦楽70年代」「邦楽80年代」）                                                                                         | 5:00 Morning Stream（「邦楽70年代」「邦楽80年代」）                                                                                         | 5:00 Morning Stream（「邦楽70年代」「邦楽80年代」）                                                                                         | 5:00 Morning Stream（「邦楽70年代」「邦楽80年代」）                                                                                         |
| 6  | 6:00 Morning Community - 橘しんご（月～水）、川久保秀一（木・金） ◇7:45 （金）風雲ラジオショピングぅ ◇7:55 Weekly Recommend                 | 6:00 Morning Community - 橘しんご（月～水）、川久保秀一（木・金） ◇7:45 （金）風雲ラジオショピングぅ ◇7:55 Weekly Recommend                 | 6:00 Morning Community - 橘しんご（月～水）、川久保秀一（木・金） ◇7:45 （金）風雲ラジオショピングぅ ◇7:55 Weekly Recommend                 | 6:00 Morning Community - 橘しんご（月～水）、川久保秀一（木・金） ◇7:45 （金）風雲ラジオショピングぅ ◇7:55 Weekly Recommend                 | 6:00 Morning Community - 橘しんご（月～水）、川久保秀一（木・金） ◇7:45 （金）風雲ラジオショピングぅ ◇7:55 Weekly Recommend                 |
| 7  | 6:00 Morning Community - 橘しんご（月～水）、川久保秀一（木・金） ◇7:45 （金）風雲ラジオショピングぅ ◇7:55 Weekly Recommend                 | 6:00 Morning Community - 橘しんご（月～水）、川久保秀一（木・金） ◇7:45 （金）風雲ラジオショピングぅ ◇7:55 Weekly Recommend                 | 6:00 Morning Community - 橘しんご（月～水）、川久保秀一（木・金） ◇7:45 （金）風雲ラジオショピングぅ ◇7:55 Weekly Recommend                 | 6:00 Morning Community - 橘しんご（月～水）、川久保秀一（木・金） ◇7:45 （金）風雲ラジオショピングぅ ◇7:55 Weekly Recommend                 | 6:00 Morning Community - 橘しんご（月～水）、川久保秀一（木・金） ◇7:45 （金）風雲ラジオショピングぅ ◇7:55 Weekly Recommend                 |
| 8  | 8:00 リメンバーミュージック（「邦楽2010年代」「邦楽最新曲」）                                                                               | 8:00 リメンバーミュージック（「邦楽2010年代」「邦楽最新曲」）                                                                               | 8:00 リメンバーミュージック（「邦楽2010年代」「邦楽最新曲」）                                                                               | 8:00 リメンバーミュージック（「邦楽2010年代」「邦楽最新曲」）                                                                               | 8:00 リメンバーミュージック（「邦楽2010年代」「邦楽最新曲」）                                                                               |
| 9  | 8:00 リメンバーミュージック（「邦楽2010年代」「邦楽最新曲」）                                                                               | 8:00 リメンバーミュージック（「邦楽2010年代」「邦楽最新曲」）                                                                               | 8:00 リメンバーミュージック（「邦楽2010年代」「邦楽最新曲」）                                                                               | 8:00 リメンバーミュージック（「邦楽2010年代」「邦楽最新曲」）                                                                               | 8:00 リメンバーミュージック（「邦楽2010年代」「邦楽最新曲」）                                                                               |
| 10 | 10:00 リメンバーミュージック（洋楽「90年代」「洋楽2000年代」）                                                                              | 10:00 リメンバーミュージック（洋楽「90年代」「洋楽2000年代」）                                                                              | 10:00 リメンバーミュージック（洋楽「90年代」「洋楽2000年代」）                                                                              | 10:00 リメンバーミュージック（洋楽「90年代」「洋楽2000年代」）                                                                              | 10:00 リメンバーミュージック（洋楽「90年代」「洋楽2000年代」）                                                                              |
| 11 | 10:00 リメンバーミュージック（洋楽「90年代」「洋楽2000年代」）                                                                              | 10:00 リメンバーミュージック（洋楽「90年代」「洋楽2000年代」）                                                                              | 10:00 リメンバーミュージック（洋楽「90年代」「洋楽2000年代」）                                                                              | 10:00 リメンバーミュージック（洋楽「90年代」「洋楽2000年代」）                                                                              | 10:00 リメンバーミュージック（洋楽「90年代」「洋楽2000年代」）                                                                              |
| 12 | 12:00 和洋楽器 アンサンブル・リベルタと共に                                                                                                 | 12:00 朝日大学 presents キャンパストピックス                                                                                                | 12:00 橋本めぐみの見えるラジオ（生放送） 橋本めぐみ                                                                                         | 12:00 連合岐阜青年委員会 present ユースウェイブ                                                                                             | 12:00 ケイコとナオミのワクワクわっち （生放送） 鈴加桂子、トルストイ直己                                                                    |
| 12 | 12:30 お昼の音楽館 | 12:30 お昼の音楽館 | 12:00 橋本めぐみの見えるラジオ（生放送） 橋本めぐみ                                                                                         | 12:00 連合岐阜青年委員会 present ユースウェイブ                                                                                             | 12:40 つなげる未来のコンセント（第1週） お昼の音楽館（第1週目以降）                                                                         |
| 12 | 12:55 とっておき岐阜情報 聴いてミント 酒向由季                                                                                              | | 12:00 橋本めぐみの見えるラジオ（生放送） 橋本めぐみ                                                                                         | 12:00 連合岐阜青年委員会 present ユースウェイブ                                                                                             | 12:40 つなげる未来のコンセント（第1週） お昼の音楽館（第1週目以降）                                                                         |
| 13 | 13:00 リメンバーミュージック（「洋楽90年代」「洋楽2000年代」） ◇13:10 岐阜市危機管理部より生放送・岐阜県警察本部広報県民課のお知らせ （金） | 13:00 リメンバーミュージック（「洋楽90年代」「洋楽2000年代」） ◇13:10 岐阜市危機管理部より生放送・岐阜県警察本部広報県民課のお知らせ （金） | 13:00 リメンバーミュージック（「洋楽90年代」「洋楽2000年代」） ◇13:10 岐阜市危機管理部より生放送・岐阜県警察本部広報県民課のお知らせ （金） | 13:00 リメンバーミュージック（「洋楽90年代」「洋楽2000年代」） ◇13:10 岐阜市危機管理部より生放送・岐阜県警察本部広報県民課のお知らせ （金） | 13:00 リメンバーミュージック（「洋楽90年代」「洋楽2000年代」） ◇13:10 岐阜市危機管理部より生放送・岐阜県警察本部広報県民課のお知らせ （金） |
| 14 | 14:00 リメンバーミュージック（「邦楽2000年代」「邦楽最新曲」）                                                                              | 14:00 リメンバーミュージック（「邦楽2000年代」「邦楽最新曲」）                                                                              | 14:00 リメンバーミュージック（「邦楽2000年代」「邦楽最新曲」）                                                                              | 14:00 リメンバーミュージック（「邦楽2000年代」「邦楽最新曲」）                                                                              | 14:00 リメンバーミュージック（「邦楽2000年代」「邦楽最新曲」）                                                                              |
| 15 | 15:00 アフタヌーン・パラダイス（生放送） | 15:00 アフタヌーン・パラダイス（生放送） | 15:00 アフタヌーン・パラダイス（生放送） | 15:00 アフタヌーン・パラダイス（生放送） | 15:00 @FRIDAY!（生放送） くりやまけ〜すけ                                                                                                   |
| 16 | 15:00 アフタヌーン・パラダイス（生放送） | 15:00 アフタヌーン・パラダイス（生放送） | 15:00 アフタヌーン・パラダイス（生放送） | 15:00 アフタヌーン・パラダイス（生放送） | 16:00 Weekly GOLF Review ～NO GOLF! NO LIFE!～ （生放送） マーシー西川                                                                      |
| 17 | 17:00 スター名曲選 田中美登里、小畑雅子 | 17:00 岐阜の輝き人 浅井彰子 | 17:00 夕方の音楽館 | 17:00 夕方の音楽館 | 17:00 夕方の音楽館 |
| 17 | 17:00 スター名曲選 田中美登里、小畑雅子 | 17:00 岐阜の輝き人 浅井彰子 | 17:30 ドキテク 彩りのCODO 森田順子、 藤井淳子                                                                                               | 17:30 双葉の育つころに | 17:00 夕方の音楽館 |
| 18 | 18:00 FMジュークボックス | 18:00 FMジュークボックス | 18:00 FMジュークボックス | 18:00 FMジュークボックス | 18:00 安倍理津子の恋人気分で 安倍理津子 ［さっぽろ村ラジオ］                                                                                |
| 19 | 19:00 GO GO ドラゴンズ!（生放送） 若山貴嗣                                                                                                  | 19:00 連合岐阜青年委員会 present ユースウェイブ                                                                                             | 19:00 てにておラジオ | 19:00 キャプテン永田の オーバーステップラヂオ （隔週） 蒲ちゃんねる                                                                         | 19:00 プロレス番組 「めっちゃマッキー」 マッキー マジ卍 リンアナレバノン                                                                    |
| 19 | 19:30 朝日大学 presents キャンパストピックス                                                                                                | 19:00 連合岐阜青年委員会 present ユースウェイブ                                                                                             | 19:00 てにておラジオ | 19:00 キャプテン永田の オーバーステップラヂオ （隔週） 蒲ちゃんねる                                                                         | 19:30 Boom Boom Night!! season3 蜂蜜★皇帝                                                                                                   |
| 20 | 20:00 教科書では学べないこと（生放送） DAIKI、ARISA                                                                                         | 20:00 ガウラジ（生放送） ガウ | 20:00 水萌みずのユニ×カルラジオ（生放送） 水萌みず                                                                                          | 20:00 週刊Nobbyタイムズ DJ Nobby 宮田リコ、高橋里実                                                                                         | 20:00 お台場レインボー ステーション（生放送） 園田翔 國府田マリ子                                                                           |
| 21 | 21:00 大西貴文のTHE NITE（生放送）- 大西貴文 ◇23:55 Weekly Recommend                                                                        | 21:00 大西貴文のTHE NITE（生放送）- 大西貴文 ◇23:55 Weekly Recommend                                                                        | 21:00 大西貴文のTHE NITE（生放送）- 大西貴文 ◇23:55 Weekly Recommend                                                                        | 21:00 大西貴文のTHE NITE（生放送）- 大西貴文 ◇23:55 Weekly Recommend                                                                        | 21:00 大西貴文のTHE NITE（生放送）- 大西貴文 ◇23:55 Weekly Recommend                                                                        |
| 22 | 21:00 大西貴文のTHE NITE（生放送）- 大西貴文 ◇23:55 Weekly Recommend                                                                        | 21:00 大西貴文のTHE NITE（生放送）- 大西貴文 ◇23:55 Weekly Recommend                                                                        | 21:00 大西貴文のTHE NITE（生放送）- 大西貴文 ◇23:55 Weekly Recommend                                                                        | 21:00 大西貴文のTHE NITE（生放送）- 大西貴文 ◇23:55 Weekly Recommend                                                                        | 21:00 大西貴文のTHE NITE（生放送）- 大西貴文 ◇23:55 Weekly Recommend                                                                        |
| 23 | 21:00 大西貴文のTHE NITE（生放送）- 大西貴文 ◇23:55 Weekly Recommend                                                                        | 21:00 大西貴文のTHE NITE（生放送）- 大西貴文 ◇23:55 Weekly Recommend                                                                        | 21:00 大西貴文のTHE NITE（生放送）- 大西貴文 ◇23:55 Weekly Recommend                                                                        | 21:00 大西貴文のTHE NITE（生放送）- 大西貴文 ◇23:55 Weekly Recommend                                                                        | 21:00 大西貴文のTHE NITE（生放送）- 大西貴文 ◇23:55 Weekly Recommend                                                                        |
| 24 | 24:00 K・Sスタジオ 青木慶子、稲垣佐太郎 | 24:00 RADIO BOHEMIA ロバート・ハリス、弓月ひろみ ［FM小田原］                                                                               | 24:00 コウセイラジオ ～break through the wall～ 芳賀美幸、高坂朝人                                                                          | 24:00 マチノタネ 舩越亮、清水基嗣 | 24:00 Friday Night Fever 円楽のシネマトーク&ミュージック 三遊亭円楽、小杉幸子                                                               |
| 24 | 24:30 Beat in the Box ～just the beginning～ みやっくま。 元吉茉莉花                                                                        | 24:00 RADIO BOHEMIA ロバート・ハリス、弓月ひろみ ［FM小田原］                                                                               | 24:00 コウセイラジオ ～break through the wall～ 芳賀美幸、高坂朝人                                                                          | 24:00 マチノタネ 舩越亮、清水基嗣 | 24:00 Friday Night Fever 円楽のシネマトーク&ミュージック 三遊亭円楽、小杉幸子                                                               |
| 25 | 25:00 アニメ関門文化学園 にゃんき～梅教諭、ヒロ山下校長 ［カモンFM］                                                                        | 25:00 益子直美の 怒ってはいけないラジオ 益子直美 ［レディオ湘南］                                                                           | 25:00 花＊花Style おのまきこ ［BAN-BANラジオ］                                                                                              | 25:00 めんそーれ読谷 金城礼子 ［FMよみたん］                                                                                                | 25:00 ユメルのモナリザラウンジ 茜沢ユメル                                                                                                   |
| 25 | 25:00 アニメ関門文化学園 にゃんき～梅教諭、ヒロ山下校長 ［カモンFM］                                                                        | 25:30 徳島LSC 純夏のWaterside NOW! 源純夏 ［B･FM791］                                                                                       | 25:00 上地等の Walking Talking Radio 上地等（BIGIN） ［石垣サンサンラジオ］                                                                 | 25:00 めんそーれ読谷 金城礼子 ［FMよみたん］                                                                                                | 25:00 ユメルのモナリザラウンジ 茜沢ユメル                                                                                                   |
| 26 | 26:00 インディーズ・アロー 篠原良一郎 ［FMはつかいち］                                                                                      | 26:00 ダブルグッチーのなまら同窓会 ダブルグッチー ［FMいるか］                                                                              | 26:00 渡辺俊美のINTER PLAY 渡辺俊美、クサカベイベー ［FM小田原］                                                                            | 26:00 今夜もととのいたい! 伊倉ゆう ［MID-FM］                                                                                               | 26:00 アイパー滝沢のホゥ! リーナイト・フィーバー アイパー滝沢 ［REDS WAVE］                                                                 |
| 26 | 26:00 インディーズ・アロー 篠原良一郎 ［FMはつかいち］                                                                                      | 26:30 きゅんです!サイエンス ［ボイス・キュー］                                                                                              | 26:00 渡辺俊美のINTER PLAY 渡辺俊美、クサカベイベー ［FM小田原］                                                                            | 26:00 今夜もととのいたい! 伊倉ゆう ［MID-FM］                                                                                               | 26:00 アイパー滝沢のホゥ! リーナイト・フィーバー アイパー滝沢 ［REDS WAVE］                                                                 |
| 27 | 27:00 JAZZ VOCALの夜 | 27:00 JAZZ VOCALの夜 | 27:00 JAZZ VOCALの夜 | 27:00 JAZZ VOCALの夜 | 27:00 週刊メディア通信 高島幹雄 |
| 28 | 28:00 slow life, slow music | 28:00 slow life, slow music | 28:00 slow life, slow music | 28:00 slow life, slow music | 28:00 slow life, slow music |

### 休日
| 時 | 土曜                                                                       | 日曜                                                          |
| -- | -------------------------------------------------------------------------- | ------------------------------------------------------------- |
| 5  | 5:00 森雅紀の目覚ましラジオ 森雅紀                                         | 5:00 みすゞさんと明るいほうへ ちひろ ［しゅうなんFM］         |
| 5  | 5:00 森雅紀の目覚ましラジオ 森雅紀                                         | 5:30 目覚めの時間 相川圭子                                    |
| 5  | 5:55 Weekly Recommend                                                      |                                                               |
| 6  | 6:00 KZOO ALOHA HOTLINE “Aloha Rainbow” NORIE                              | 6:00 絶対負けない社長の法則 岡漱一郎、井口淳 ［FMとおかまち］ |
| 6  | 6:55 防災インフォメーション                                                |                                                               |
| 7  | 7:00 シビルトーン♪～素敵な週末～（生放送） 小谷大輔、湯浅円                | 7:00 おはようサンデー（生放送） 河村由美                      |
| 7  | 7:55 Weekly Recommend                                                      |                                                               |
| 8  | 8:00 シビルトーン♪～素敵な週末～（生放送） 小谷大輔、湯浅円                | 8:00 おはようサンデー（生放送） 河村由美                      |
| 8  | 8:40 イトーとスドーのモノ申し隊!                                           | 8:40 小倉・IMALUの〇〇玉手箱                                  |
| 8  | 8:55 Weekly Recommend                                                      |                                                               |
| 9  | 9:00 忽那賢志のRhythm Medication 忽那賢志、古賀涼子                        | 9:00 グッ★モニ（生放送） 橘しんご                             |
| 9  | 9:30 ソトコトラジオ 指出一正、小野田隼人、黒瀬智恵                         | 9:45 風雲ラジオショッピング                                   |
| 9  | 9:55 防災インフォメーション                                                |                                                               |
| 10 | 10:00 Brand-New Saturday（生放送） かとうみちこ、高橋あさみ                | 10:00 グッ★モニ（生放送） 橘しんご                            |
| 10 | 10:00 Brand-New Saturday（生放送） かとうみちこ、高橋あさみ                | 10:25 快適生活ラジオショッピング                              |
| 10 | 10:55 防災インフォメーション                                               |                                                               |
| 11 | 11:00 Brand-New Saturday（生放送） かとうみちこ、高橋あさみ                | 11:00 ロコラバ ‐LoCo Lovers-（生放送） 川久保秀一、横田香峰   |
| 11 | 11:40 映画の話をしよう! 岩本裕 ［FMいわき］                                | 11:00 ロコラバ ‐LoCo Lovers-（生放送） 川久保秀一、横田香峰   |
| 11 | 11:55 Weekly Recommend                                                     |                                                               |
| 12 | 12:00 岐阜の歴史文化伝統番組・岐阜の輝き人 浅井彰子                        | 12:00 てにておラジオ                                          |
| 13 | 13:00 あの頃青春グラフィティ（生放送） 岡野美和子                          | 13:00 駒テラスへようこそ 岡野美和子                           |
| 13 | 13:55 Weekly Recommend                                                     |                                                               |
| 14 | 14:00 あの頃青春グラフィティ（生放送） 岡野美和子                          | 14:00 みんなのサンデー防災 目黒公郎 、黒瀬智恵                |
| 14 | 14:25 快適生活ラジオショッピング                                           | 14:00 みんなのサンデー防災 目黒公郎 、黒瀬智恵                |
| 14 | 14:55 Weekly Recommend                                                     |                                                               |
| 15 | 15:00 あの頃青春グラフィティ（生放送）                                     | 15:00 デジタル建設ジャーナル 中辻景子、八木橋育子             |
| 15 | 15:55 防災インフォメーション                                               |                                                               |
| 16 | 16:00 SATURDAY SUPER LEGEND（生放送） ARCHE                                | 16:00 JP TOP20 山川智也                                       |
| 16 | 16:55 Weekly Recommend                                                     |                                                               |
| 17 | 17:00 アロ～ハ!! 大崎潔のがんばれハワイ 大崎潔、真楪伶                     | 17:00 JP TOP20 山川智也                                       |
| 17 | 17:30 森本ケンタのRadio espresso 森本ケンタ ［FM東広島］                   | 17:00 JP TOP20 山川智也                                       |
| 17 | 17:55 Weekly Recommend                                                     |                                                               |
| 18 | 18:00 尾坂局長とたーなー先生の 夢カナRADIO～夢の途～ 尾坂昇治、田中直人    | 18:00 大石吾朗 Premium G 大石吾朗、星本エリー                 |
| 18 | 18:30 井上昌己のprecious moment 井上昌己                                   | 18:00 大石吾朗 Premium G 大石吾朗、星本エリー                 |
| 18 | 18:55 防災インフォメーション                                               |                                                               |
| 19 | 19:00 Kazuo Yoshida's BOSSAMANIA 吉田和雄、河村由美                        | 19:00 E-LOUNGE MUSIC PLACE 立花裕人                           |
| 19 | 19:55 Weekly Recommend                                                     |                                                               |
| 20 | 20:00 牧山純子サウンドマリーナ 牧山純子                                    | 20:00 PRESIDENT STATION TOKYO 金子一也、川越塔子              |
| 20 | 20:55 Weekly Recommend                                                     |                                                               |
| 21 | 21:00 名和秋の海街レイディオ 名和秋 ［茅ヶ崎FM］                           | 21:00 GOOD PERSON/COOL SAKE カノン                            |
| 21 | 21:30 wacciのLIVE!LIVE!LIVE! wacci ［ラジオ3］                             | 21:00 GOOD PERSON/COOL SAKE カノン                            |
| 21 | 21:55 防災インフォメーション                                               |                                                               |
| 22 | 22:00 TABARU Love Emotion（生放送） TABARU                                 | 22:00 まさしのミュージックチャンプルー 石原まさし             |
| 22 | 22:55 Weekly Recommend                                                     |                                                               |
| 23 | 23:00 プロトタイプから、オリジナルへ 山本凌大、岡本希実、森本千賀子        | 23:00 Music Hot Flavor 川辺保弘                               |
| 23 | 23:55 Weekly Recommend                                                     |                                                               |
| 24 | 24:00 I wish you success ～明日への扉～ 村上郁弥、熊手えり                 | 24:00 あかねサステナブル 村井飛斗                             |
| 24 | 24:30 ゲーム・BGM夜話 千葉健作、我妻司 ［ウルトラFM］                      | 24:00 あかねサステナブル 村井飛斗                             |
| 25 | 25:00 本牧ヤグチ 矢口壹琅 ［マリンFM］                                     | 25:00 吉祥寺アンリミテッド 坂本和則 ［むさしのFM］            |
| 25 | 25:00 本牧ヤグチ 矢口壹琅 ［マリンFM］                                     | 25:30 バクホミのB.A.C Night!! B.A.C HOMIES                    |
| 26 | 26:00 湘南ベース 岩沢二弓、わたなべヨシコ                                  | 26:00 美加のNice'N'Easyタイム 大橋美加                        |
| 27 | 27:00 なべやかんのブヒブヒスパークタイム なべやかん、荻野真理 ［FM世田谷］ | 27:00 真夜中の訪問者 田川まゆみ                               |
| 28 | 28:00 Power Up More Nippon 田川まゆみ                                      | 28:00 花火の星 藤田浩士、シンジマン、トモトモ ［FMはなび］    |
| 28 | 28:00 Power Up More Nippon 田川まゆみ                                      | 28:30 吉田メロディとステキな時間 倉田季実子 ［FMひたち］      |

## 過去の自主制作番組

### 2000年代
- CLOCK "watch" ラジオ
- watch MONDAY
- UTOPIA-R - 学生制作番組
- Dream on!
- スペシャルプログラム「シンク　アバウト　エイズ」
- ポッチラジ
- 美濃今昔物語 - 毎回ゲストが出演する岐阜新発見番組。
- 金曜物語
- 岐阜を想う
- Music Heart - 音楽情報番組
- Jazz Cruising Nights - 市民制作番組第一弾
- SUNNY Paradise
- FRAIDAY WATGH BOX
- もものおひめさま
- 学校ッて素晴しい
- ほっとケータイFDM
- 松尾一のやっぱ岐阜やて!ほんで何!? - 松尾一・藤田乃莉子・マッキー
- 岐阜園芸探訪
- 音楽求人ラジオRBS
- 児玉佳奈のON AIR FIELD
- 柏本圭二郎の聞悶（きくもん）
- 上へまいります
- 藤田乃莉子のLove-1
- おみよの言いたい放題
- SNOW RESORT CLUB
- BRYAN'S CAFE（DJ BRYAN）
- おっひるだよ～
- 玉ちゃんのカラオケグランプリ
- キラ☆リズムの小さなわっち箱
- 始まりまんでぇい
- FRIDAYわっちDELI
- ふわ～っと月曜日
- もくようみずほ785～あなたと共に30分～
- レインボー・カフェ・タイム
- 日替わりランチしおり添え
- ジモうたっ!
- あなたの自分色は何色でしょうか
- 人と花のコンシェルジュ　イエローバルーン
- 望夢のランチタイム英会話
- 幸せのメッセージ・Happy Voice
- 河辺佳朗の日本の社長～!
- mantellのGo!JAZZ NIGHT
- 杉山裕太郎　魂のバラード
- Rhythm&Voice DJ☆Shin wiht HAL
- NPOバスケット
- Daily もっと咲楽NET
- まちであいユニバース
- W-Eシアター - 映画情報の紹介
- BRANCHEのここにおいでよ
- Weekly Ｗatch Ｍagazine - 岐阜を中心に活動している人をスタジオに招く対談番組。
- 熊さん・しおりんの あっち!わっち!ぎふ情報 -「ミュージックバード」でも放送されていた。
- G-watching - アクティヴG 3階のオープンスタジオから公開生放送。
- ことばのいやし箱るみこの8時だよ
- あっちゃんの8時だよ
- ピンちゃんの8時だよ
- さわやかあきらの8時だよ
- ことばのいやしばこ8時だよ
- お天気山ちゃんの8時だよ
- のんびりゆっくり8時だよ
- めっちゃZERO1-MAX
- WATCH WORD 78.5 - 夕方のワイド番組。レジャースポットの紹介やタウンレポートなど。
- 仕事、もっと、イキイキ
- 金業八と蘭宙の風水研究所
- Sunny Paradise
- SUN MUSIC
- ミュージックカフェ
- フージーの前代未聞
- 夕子と幸矢のなごみ亭
- 涼子の歌謡トーク
- FMわっち　親子で聴こう!ラジオ絵本
- 歌い手黒田Show店
- ハニーとえりの歌仲間
- 屋久島からの伝言
- SOUND MAX
- SUN SET BREEZE
- 問クアるか!!
- 金曜物語
- Jazz Cruising Nights
- Music Sympathizer - DJ YASSY and more
- サボってる?
- Rave factory the Radio

### 2010年代
- タウンガイドライブ
- 一つの命を共に生きる～同朋会の時間～
- ラジオドラマ　医療と福祉のおはなし
- WATCH MUSIC SELECTION
- めぐみのパパママ相談室
- がんばろう岐阜市
- Jazzy Life
- サンデーブランチ in ギフ
- シダックス　カラオケグランプリ
- タイヤショップ早野と楽しい仲間たち
- OOGAKIの羅針盤
- こころの日
- 栗本佳孝、車業界の裏側!
- 熱血野球小僧
- ぎせつ丸と茶々姫のG2スタイルRadio
- やななの無口でごめんなさいZ
- 皆さんこんにちは、さくらスタジオです。
- 神田しげおときらめく歌の散歩道
- 岐阜の未来
- 岐阜の民話
- 岐阜を聞く
- 聞いて納得防災タイム+（プラス）
- いっしょにハッピー子育て
- DJ☆shin Rhythm&Voice
- ゆっこと彩のGIFUラップ＋KMC
- KMC ゆっこのEVERY GOOD
- 出会い系ラジオ番組　社会の窓
- ジュエリーボックスだよ　全員集合!
- 市議会へ行こう!
- 香理のVIVAアーティスト
- フージーレコーズの前代未聞・フージーグループの前代未聞 - HitsFMにもネット。同局では土曜22:00～23:00にレギュラー放送された。
- 天使と魔女と黒猫のガールズトーク
- SKE48放課後倶楽部
- 朝日大学"法"送局
- 泣いて笑って寿命の延びる歌「慰問バンド百年草」
- 川鰭祐子のキリンJAZZナイト
- 教えて!RINO先生
- J.BOY is BACK!!
- ジャーマネット・アワー ～シャクレかけのレイディオ～
- 福原誠のラジオちゃんぷるー
- Porkys DINER
- BNIの岐阜DEギブ!GIVE![22]
- 夢んぼ　福祉の光
- 岐阜♡濃know姫隊のでーれ知りたい!調査局[23]
- イオンタウンdeわぉ〜ん
- シンタとケンジの秘密基地ゴールド
- 百年草ケンジの街角らいぶカフェ
- バルトモのオレたち!無礼MEN
- star Lounge
- 音汁食堂
- タツ兄の今夜はムラムラ

### 2020年代
- PLAYLIST+岐阜市お知らせ
- くまだよしひろ with かな G2 style radio1
- 僕の私の母校の校歌
- めっちゃZERO-1
- 尾関大輔のMoney For Your Life
- GIFU Woman Style Book
- ぴぴっと岐阜情報
- 岐阜労働局のはつらつ職場づくりラジオ
- 杉山裕一の岐阜を元気に!
- わっちプチ情報
- ゆうがたわっち
- 大垣むすびラジオ
- スタイルコンパス
- Sweet Radio おおがき
- 商店街発!わっちアフターヌーンアワー
- musicコフレ
- わっち MOVIE HITS -「カフェ・ミュージック」に内包。
- FMわっちの第2制作部
- 防災・防犯ステーション
- めぐたん印 むすびラジオ
- ゆきちゃんの のんのんだより
- Gifu Golden Radio Gラジ
- Bestis（生放送）
- なおちゃんの女性相談室（あゆみだした女性と子どもの会 - Bestis内
- Morning Step（生放送）
- わっちカフェ（生放送）
- クマゴローのマイク訪問 -「わっちカフェ」放送内
- 熊田克隆の歌謡トラベル -「わっちカフェ」放送内
- 聞いて納得防災タイム -「わっちカフェ」放送内
- キャスマスの今夜も夜回り中[24]
- ヤングリのヤンヤンradio[25]
- 栗山圭介のRadioGLiP[26]
- &hearts
- Not Alone わおん
- 辻正の人生幸せいっぱい!
- まいとさなの音の子FRIDAY![27]
- 住めばみやこ、そーいうことね
- 蜂蜜★皇帝のBoomBoomNight[28]
- Le☆mielのSweet Pop Party
- 野田聖子の輝く未来～岐阜～
- 連合青年マジカルタイム
- マヤ☆ミキの『ツォルキンからの1dayメッセージ』- 「Good Morning わっち」内
- 移住YouTube -「デイリーわっち」内
- Good Morning わっち - オープニングからエンディングまで、5分区切りで時刻のアナウンスが流れる音楽番組。
- デイリー わっち
- デイリー わっち金曜日
- ボーッと黄昏れてんじゃねぇよ～っ!中高年癒しの楽園ラジオ
- FMわっち　NPOアワー - 岐阜県内のNPO団体の関係者に対して、質問形式で団体の取組について教えてもらう番組。
- 日本マーキュリー 歌謡ヒストリー
- さくら舞の歌いろ人生
- 松田敏来のFM歌っチャオ
- 朝日大学エクステンション・カレッジラジオ市民講座
- 清水蛇尾のPops Station Delaxe
- ゆたかとくみこの演歌倶楽部
- Makikoの音楽散歩

## 防災ラジオ
岐阜市は、2013年（平成25年）より災害時における情報伝達及び要援護者等の救助及び避難などの強化を目的に、自治会連合会長・自治会長並び民生委員・児童委員に対して防災ラジオ（緊急告知FMラジオ）を無償貸与している。エフエムわっち以外のFM放送・AM放送の各5局も受信でき、岐阜市の緊急割込放送を受信すると起動する。試験放送は6月から毎月第2金曜日（祝日の場合は第3金曜日）に実施する。一般市民への頒布はしない。
2014年（平成26年）にはエフエム岐阜により動作するものが追加され、試験放送は毎月第4金曜日に、2015年（平成27年）には試験放送は毎月第4土曜日に、2018年（平成30年）にはエフエムわっち以外にFM放送6局・AM放送4局が受信できる新型が登場した。